# Xã Clinton, Quận Vermillion, Indiana
Xã Clinton (tiếng Anh: Clinton Township) là một xã thuộc quận Vermillion, tiểu bang Indiana, Hoa Kỳ. Năm 2010, dân số của xã này là 9.119 người.